# Cancer Cytopathology
Cancer Cytopathology, abgekürzt Cancer Cytopathol., ist eine wissenschaftliche Fachzeitschrift, die vom Wiley-Blackwell-Verlag veröffentlicht wird. Es ist eine Zeitschrift der American Cancer Society und erscheint derzeit mit sechs Ausgaben im Jahr. Es werden Arbeiten veröffentlicht, die sich mit dem Einsatz der Zytopathologie in der Onkologie beschäftigen.
Der Impact Factor lag im Jahr 2016 bei 3,818. Nach der Statistik des ISI Web of Knowledge wird das Journal mit diesem Impact Factor in der Kategorie Onkologie an 73. Stelle von 217 Zeitschriften und in der Kategorie Pathologie an 15. Stelle von 76 Zeitschriften geführt.